# Volkswagen Crafter
O Volkswagen Crafter , lançado em 2006, é a maior van de 3 a 5 toneladas produzida e vendida pela montadora alemã Volkswagen Commercial Vehicles. O Crafter substituiu oficialmente a placa de identificação Volkswagen LT lançada em 1975, embora seja conhecido como LT3 como seu código de fábrica.
Como o LT de segunda geração, o Crafter de primeira geração é um Mercedes-Benz Sprinter rebatizado, construído pela Daimler AG, com um trem de força da Volkswagen. A variante Daimler também foi vendida pela Daimler como Freightliner Sprinter e Dodge Sprinter. Uma variante totalmente elétrica, o e Crafter, está programada para vendas no varejo em 2017.
A partir do ano modelo 2017, o Crafter é projetado e construído pela Volkswagen, e não mais associado ao Sprinter. Uma versão do Crafter também é vendida pela MAN Truck & Bus como MAN TGE. Os seus principais concorrentes europeus incluem o Renault Master, o Ford Transit, o Fiat Ducato, o Mercedes-Benz Sprinter, o Iveco Daily e o Hyundai H350.